# Vilpiano
Vilpiano (Vilpian in tedesco) è una frazione del comune italiano di Terlano, a pochi chilometri da Bolzano, in Alto Adige.

## Geografia fisica

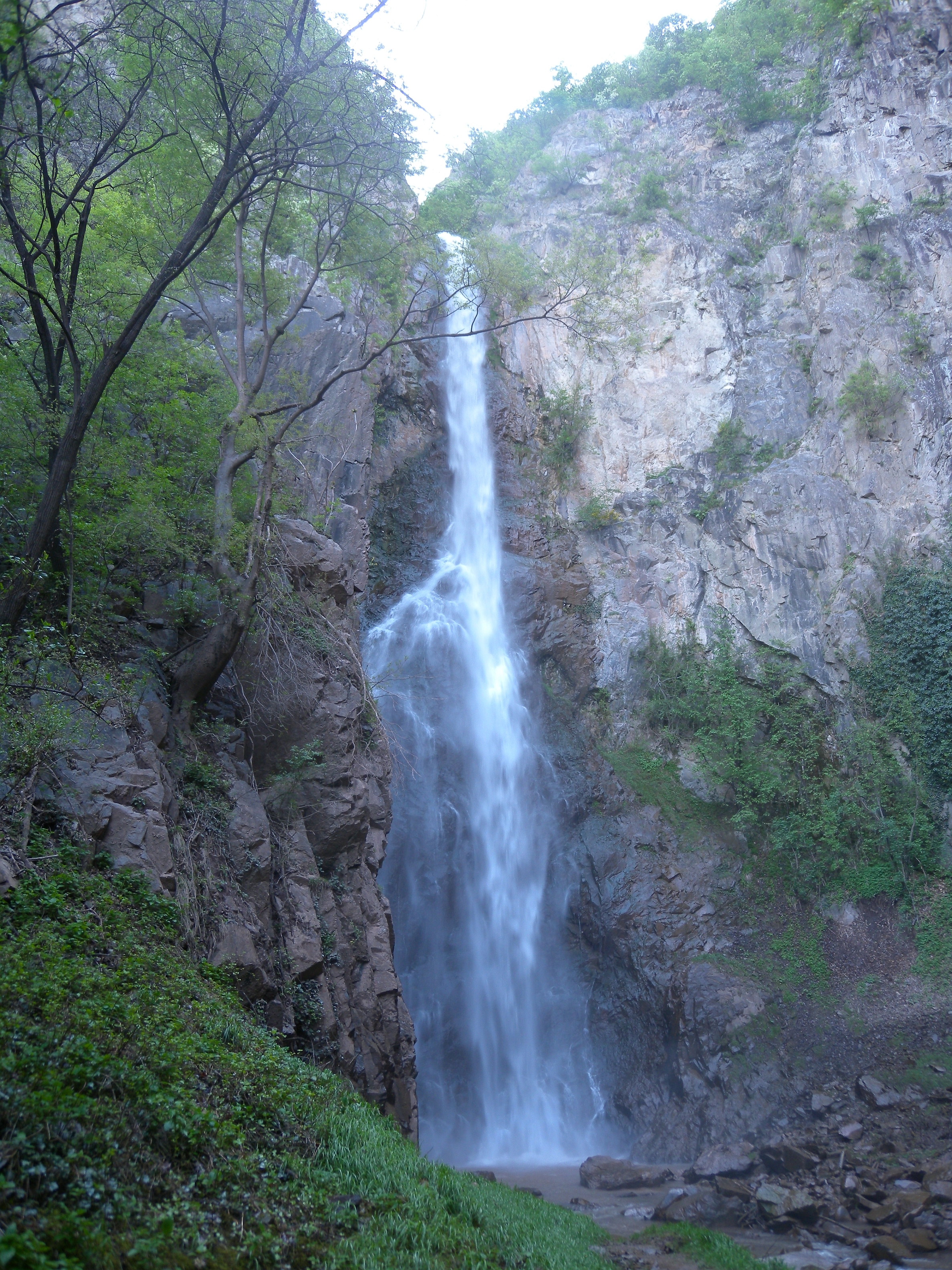
La cascata

Il paese si trova a circa 3,4 chilometri dal suo comune di appartenenza, ma anche ai piedi del Monzoccolo (Tschögglberg) da dove discende la cascata di Vilpiano, alta 82 m, raggiungibile mediante una facile passeggiata percorribile in 10 minuti dal centro urbano. All'interno della cascata è possibile effettuare del torrentismo.
A Vilpiano vi è una passione per la coltura della frutta, in particolare per l'uva.
Sempre a Vilpiano si trova una funivia che conduce a Salonetto (Schlaneid) di Meltina, la quale porta all'altopiano del Salto.

## Monumenti e luoghi d'interesse
Tra i monumenti religiosi, vi trovano la chiesa vecchia che risale al 1639 e quella nuova, la cui costruzione è stata terminata nel 1965. Interessante il grande crocifisso sull'altare della chiesa vecchia.
Oltre a queste due torri sacre, vi è un'altra torre che svetta; si tratta della torre appartenente alla caserma dei vigili del fuoco. Proprio qui si trova la scuola provinciale per i vigili del fuoco volontari dell'Alto Adige.

## Infrastrutture e trasporti

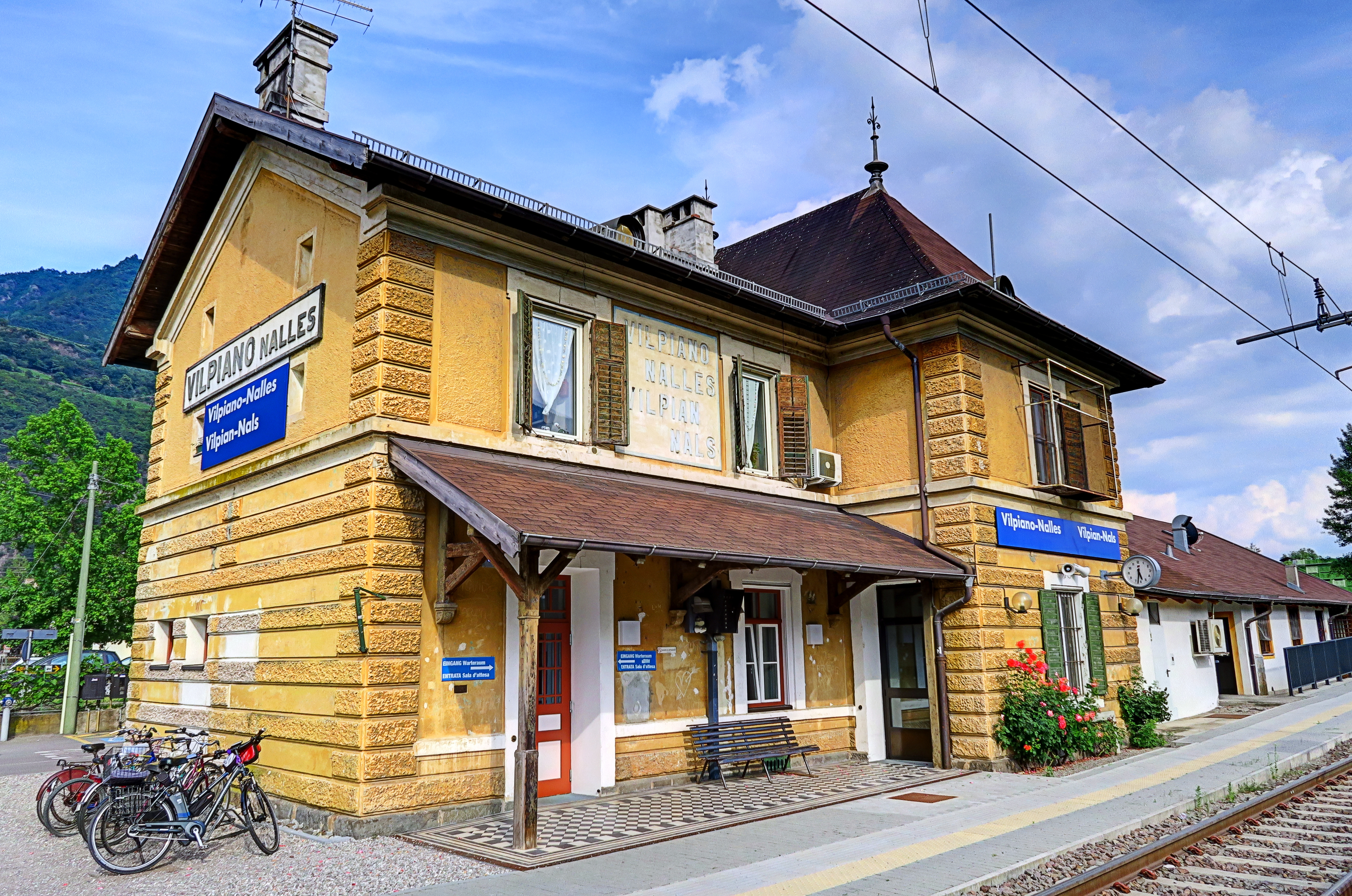
La stazione di Vilpiano-Nalles

Nei pressi di Vilpiano è stata recentemente restaurata la vecchia stazione ferroviaria che si trova a 400 metri di distanza dal paese, con la denominazione Vilpiano-Nalles lungo la ferrovia Bolzano-Merano che costeggia il fiume Adige. Dalla stazione partono anche i bus della SASA per Lana e ogni 15 minuti dei collegamenti per le due località. Inoltre sempre vicino alla località di Vilpiano passa anche la superstrada MeBo.